# Glyphomitrium acuminatum
Glyphomitrium acuminatum là một loài rêu trong họ Ptychomitriaceae. Loài này được Broth. mô tả khoa học đầu tiên năm 1929.